# 青渭神社
青渭神社（あおいじんじゃ）は、東京都の旧武蔵国多摩郡にある神社である。延喜式神名帳に「武蔵國多磨郡 青渭神社」として記載されているが、式内・青渭神社の論社は稲城市東長沼、調布市深大寺元町、青梅市沢井の三社がある。

## 稲城市の青渭神社
所在地は東京都稲城市東長沼1053で、JR南武線の稲城長沼駅から徒歩5分ほどのところにある。旧社格は郷社。
祭神は青渭神、猿田彦命、天鈿女命の三柱。長沼という地名からもわかるように、この地は多摩川の氾濫原であり、長く沼地であった。そのため、かつては大沼明神、青沼大明神などとも呼ばれていた。この長沼の地にしろ深大寺にしろ水に関わりが深い土地であり、青渭神は水神であると考えられている。
創建年代は不明であるが、伝承では弘仁年間（810年 - 824年）の創建とされている。現在の社殿は1974年（昭和49年）に造営されたコンクリート造りであるが、覆殿内に安置された本殿は17世紀初期の建立と推測されている。
狛犬は2対（4匹）置かれており、本殿に近い1対の狛犬（右写真に写っているもの）の裏面には「文政十三龍」（1830年）と彫られている。もう1対の狛犬には明治の年号が彫られている。
境内は南北に細長く、付近には新建材を利用した建売住宅も目立って風情を損なっているが、古さびた大木も残っており、古くからの神域であることが理解される。かつてを知る古老によれば、うっそうとした大木が無数に生い茂って昼なお暗かったという。
例大祭には「青渭獅子舞」と呼ばれる獅子舞が奉納される。

## 調布市の青渭神社
東京都調布市深大寺元町5丁目17-10にある。旧社格は郷社。
創建年代は不詳であるが、古くから深大寺町の総鎮守として信仰を集めた。かつては五町歩あまりの社地があった。社地内には大池があって湧き水が湧き、青波をたたえていたことから「青波天神社」とも称された。深大寺とも縁が深い。
祭神の青渭大神は青沼馬沼押比売神とされるが、大池に棲む大蛇を祀ったともいわれる。いずれにせよ水神であるとみてさしつかえない。
神木の大ケヤキは『江戸名所図会』などにも記された巨木で、市の天然記念物に指定されている。

## 青梅市の青渭神社

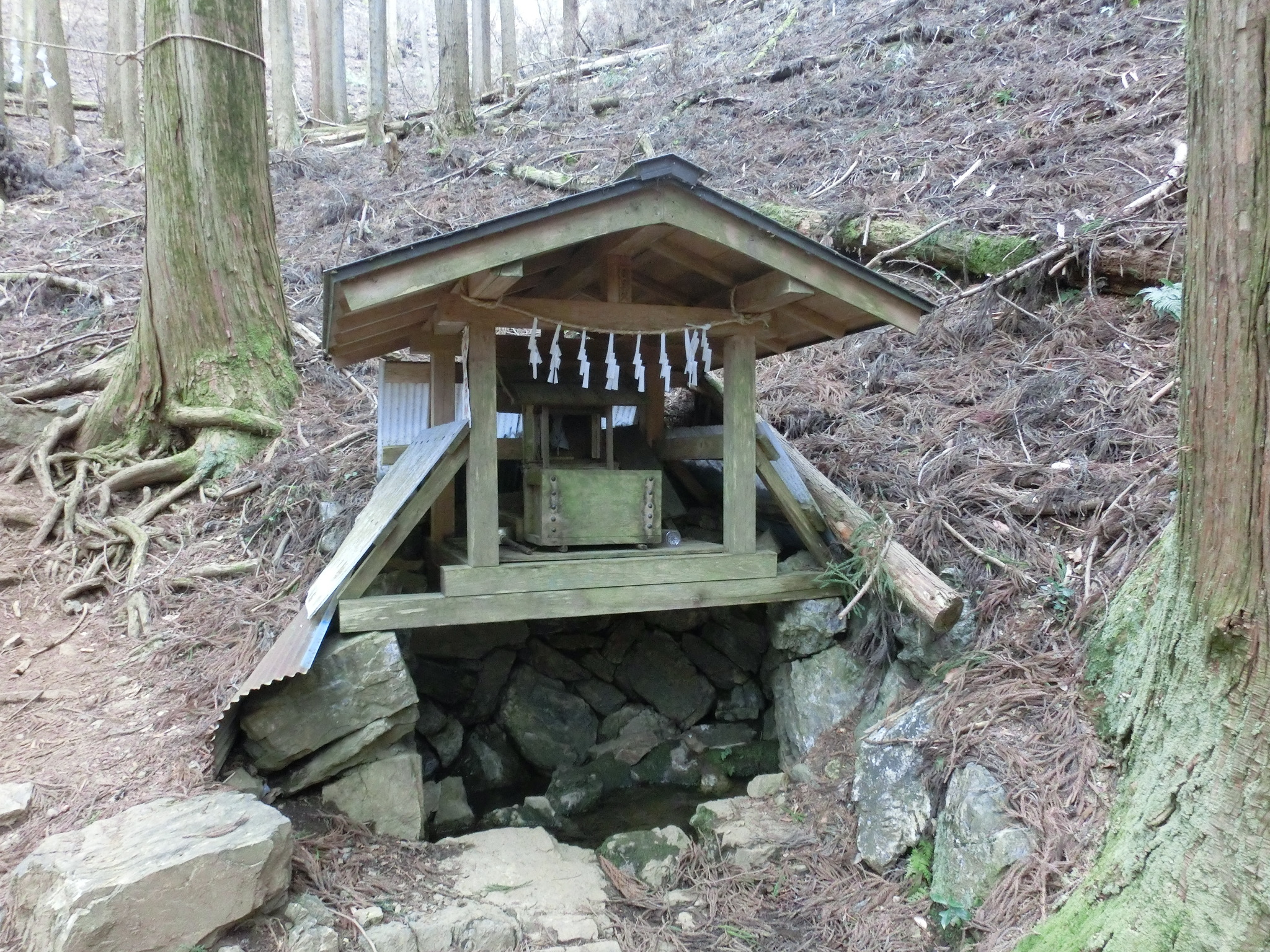
惣岳山山頂付近の青渭の井

東京都青梅市の惣岳山山頂（沢井3丁目1060）に奥宮、沢井3丁目639に里宮が鎮座する。旧社格は郷社。主祭神は大国主命である。
惣岳山の山頂近くには真名井という霊泉がある。青渭の井とも呼ばれ、社名の由来になったといわれている。
創建年代は不詳であるが、社伝では、崇神天皇7年、国中に疫病が流行ったことから天皇は各地の神々に祈念をした、当社にも神地を寄進して祭祀を行ったという。天慶年間（938年 - 947年）に源経基が社殿を造営をしたと伝える。現在の社殿は弘化2年に再建されたものである。
明治の初め頃、惣岳山の麓に拝殿を建立して遙拝殿とした。現在では山頂の本社を奥宮、山麓の遙拝殿を里宮とし、祭典などは里宮で行っている。

## 関連文献
- 「深大寺村 青波天神祠」『新編武蔵風土記稿』 巻ノ94多磨郡ノ6、内務省地理局、1884年6月。NDLJP:763989/25。

- 「長沼村 青沼社」『新編武蔵風土記稿』 巻ノ95多磨郡ノ7、内務省地理局、1884年6月。NDLJP:763989/46。

- 「澤井村 青渭神社」『新編武蔵風土記稿』 巻ノ116多磨郡ノ28、内務省地理局、1884年6月。NDLJP:763993/101。